# Ryan Heshka
Ryan Heshka (1970) es un ilustrador canadiense nacido en Manitoba, Canadá. Las ilustraciones de Heshka han sido publicadas en revistas de renombre como Wall Street Journal, Esquire, Vanity Fair, Playboy, the New York Times y otras, así como en publicaciones de arte profesional como American Illustration, Society of Illustrators y Communication Arts. Como artista profesional, Heshka ha expuesto su obra en galerías de Norteamérica (como Roq La Rue, en Seattle; Richard Heller y Copro Nason, en Los Ángeles; Orbit Gallery, en Nueva Jersey; Rotofugi, en Chicago) y en Europa (Feinkust Kruger, Alemania; Antonio Colombo Arte Contemporánea, Italia; La Fiambrera, Madrid). Su estilo de trabajo es considerado como surrealismo pop por la inclusión de escenas surrealistas, cargadas de humor y múltiples referencias de la cultura popular usando un lenguaje visual similar al de los cómics de los años 50. Ahora vive y trabaja en Vancouver, Canadá.
En España, su novela gráfica El Club de las Chicas Malas, Amanecer Rosa, es publicada por la editorial Autsaider cómics en abril de 2019. Su obra pictórica forma parte de los fondos de la Colección SOLO en Madrid. 

## Exposiciones
2013 - "Teenage Machine Age", Antonio Colombo Arte Contemporánea; Milán, Italia
2012 - "Disasterama", Roq La Rue Gallery; Seattle, Washington
2012 - "Don't Wake Daddy 7" (exposición colectiva), Feinkunst-Kruger; Hamburgo, Alemania
2012 - "Ours", Antonio Colombo Arte Contemporánea; Milán, Italia
2011 - "In the Trees: Twin Peaks 20th Anniversary show", Clifton's Brookdale, Los Ángeles, California
2011 - "Instinction", Roq La Rue Gallery; Seattle, Washington
2010 - "Don’t Wake Daddy 5" (exposición colectiva), Feinkunst-Krueger; Hamburgo, Alemania
2010 - "Super Things", Roq La Rue Gallery; Seattle, Washington
2010 - "Strange Powers" (presentado por BLAB!), Rotofugi Gallery; Chicago, Illinois
2010 - "Lush Life 2" (exposición colectiva), Roq La Rue Gallery; Seattle, Washington
2009 - "True Self" (exposición colectiva), Jonathan LeVine Gallery; Nueva York
2009 - "Envirus", Roq La Rue Gallery; Seattle, Washington
2009 - "Ryan Heshka: Electro-Wonders", Harold Golen Gallery; Miami, Florida
2008 - "Don’t Wake Daddy 3" (exposición colectiva), Feinkunst-Krueger; Hamburgo, Alemania
2008 - "Ryan Heshka: The OBIT Paintings (a BLAB! show)", Copro Nason Gallery; Santa Mónica, California
2008 - "Sideshow" (exposición colectiva), Merry Karnowsky Gallery; Los Ángeles, California
2008 - "Ryan Heshka:  Radio Science Funnies Inc. (presented by BLAB!)", Secret Headquarters; Los Ángeles, California
2007 - "Ryan Heshka: Neo-Pulp", Orbit Gallery; West New York, NJ
2007 - "Jolly Gleetime", DVA Gallery; Chicago, Illinois
2006 - "Ryan Heshka: ABC SpookShow", El Kartel; Vancouver
2004 - "Miss Universe",El Kartel; Vancouver